# La Vierge à la rose (Raphaël)
La Vierge à la rose  (en italien : Madonna della rosa)  est une peinture religieuse de Raphaël. Le tableau est actuellement conservé au Musée du Prado à Madrid.

## Thème
Conformément à l'iconographie chrétienne de la Sainte Famille, le tableau représente Marie et  l'Enfant Jésus accompagnés de Joseph et du petit saint Jean-Baptiste. Ce tableau illustre également la thématique de La Vierge à la rose.

## Description
Il s'agit d'une composition très cadrée sur les personnages (Joseph, à gauche, n'est pas représenté en entier) - Jésus enfant à l'extrême droite a son dos parallèle au bord du tableau - seuls les genoux de la Vierge sont visibles sous sa robe bleue - l'extrémité d'un banc représenté incomplet porte une rose et le pied droit de Jésus ; dans lequel le groupe saint : Marie soutenant Jésus en déséquilibre, le pied droit levé, Jean enfant n'apparaissant que par le haut de son corps, son bâton émergeant devant la robe de Joseph, occupe l'essentiel de la surface peinte.
Les deux enfants tiennent ensemble un phylactère sur lequel on peut apercevoir quelques lettres.
La Vierge porte un voile transparent. L'Enfant Jésus et le petit saint Jean portent une auréole discrète, elliptique.

## Attribution
L'attribution à Raphaël est incertaine et la collaboration de Giulio Romano ne peut être exclue.
Selon une intelligence artificielle développé par un chercheur de Bradford  « La Vierge à la Rose » n’a pas été peint dans son intégralité par Raphaël. Le Saint-Joseph ne serait pas de la main du « Divin ».

## Sources
- (it) Cet article est partiellement ou en totalité issu de l’article de Wikipédia en italien intitulé « Madonna della Rosa (Raffaello) » (voir la liste des auteurs).